# Université Mount Royal
L'Université Mount Royal (en anglais Mount Royal University ou MRU) est une université publique située à Calgary, en Alberta (Canada). 

## Histoire
Mount Royal a été fondée en 1910 et était alors une école primaire et secondaire. Mount Royal devint une institution d'études supérieures en 1931, sous le nom de Mount Royal Junior College (MRC), et donnait des cours de transition vers les programmes de l'Université d'Alberta (fondée en 1905) et plus tard vers ceux de l'Université de Calgary (fondée en 1966). Un tableau d'honneur et mémorial militaire est dédié aux anciens élèves de Mount Royal qui se sont portés volontaires pour un service actif au sein des forces armées canadiennes.
En 1970, Mount Royal démarre un programme diplômant d'aviation, un des premiers programmes universitaires d'aviation qui mélangeait un diplôme académique à des heures de pratiques en vol. En 1972, Mount Royal déménage du centre-ville de Calgary vers un nouveau campus à Lincoln Park, dans une ancienne base d'aviation militaire dans le quart sud-ouest de la ville.
Elle est renommée Université de Mount Royal en 2009 par l'Assemblée législative de l'Alberta. En 1995, elle lance le Bachelor de Commerce Appliqué et Entrepreneuriat. Entre 1995 et 2007 l'université démarra 14 études appliquées menant à un grade dans beaucoup de disciplines différentes. En 2008, elle démarra d'autres programmes de bachelors dont un Baccalauréat en Infirmerie, un Baccalauréat d'Administration des Entreprises et un Baccalauréat d'Arts. Mount Royal démarra en 2011 son huitième programme de baccalauréat, un Baccalauréat d'Enseignement en Primaire, qui prépare également les étudiants pour leur certification par la branche Teacher Development and Certification d'Education Alberta.
En 2010. il y avait environ 12 000 étudiants à temps plein et à temps partiel, en plus de 5 000 étudiants au conservatoire de musique et 50 000 inscriptions à des cours n'offrant pas de crédit chaque année.

## Campus

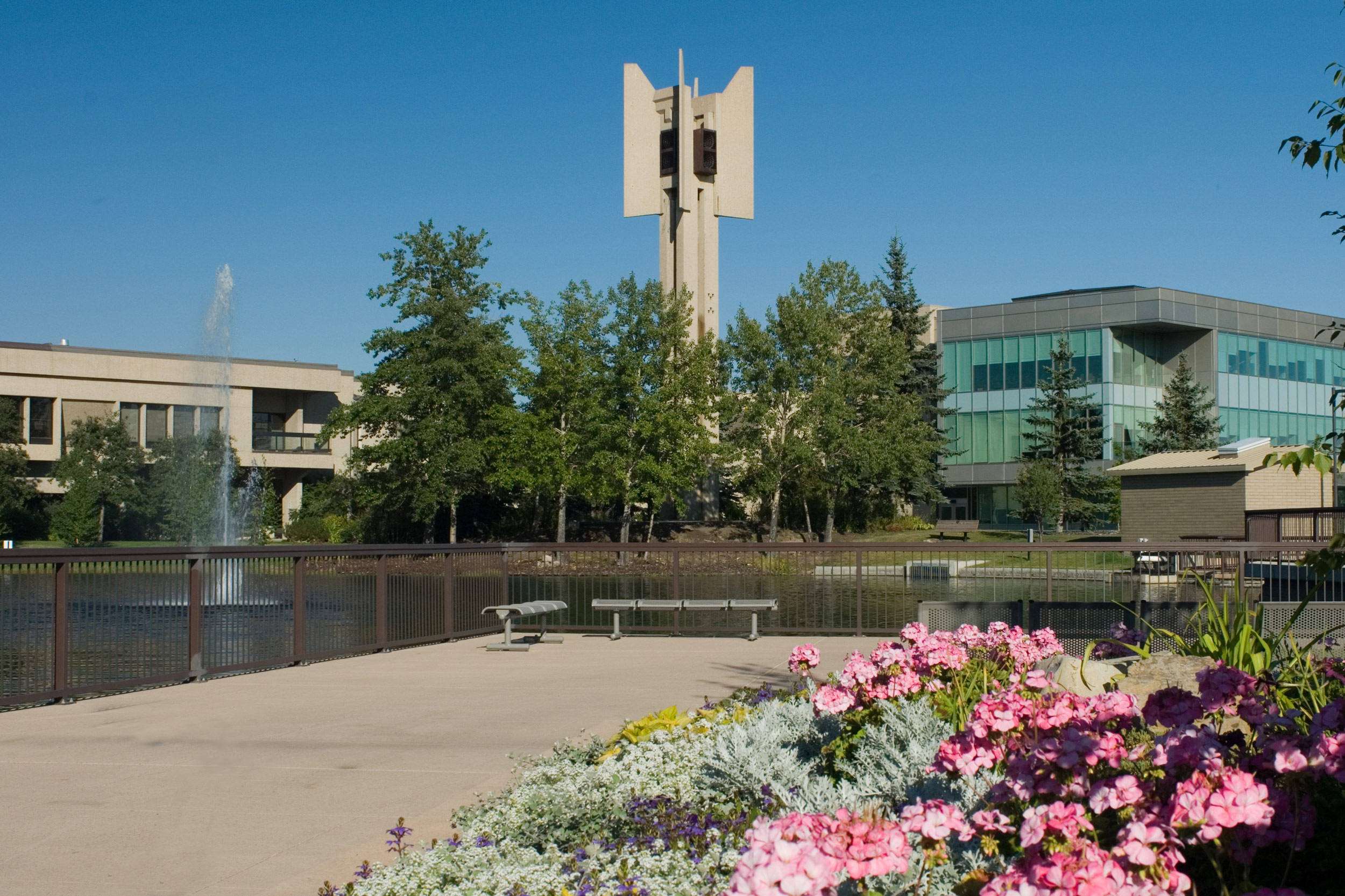
Campus de MRU

### Résidences
Le campus de Mount Royal loge plus de 1 000 étudiants dans ses résidences, dans des appartements ou des maisons en rangées à une, deux ou quatre chambres individuelles.

### Iniskim Centre
En 2007, Mount Royal ouvrit ce nouveau bâtiment créé spécifiquement pour accroître le nombre d'étudiants aborigènes. Le centre se consacre à aider les étudiants aborigènes à réussir leurs études, ainsi qu'à augmenter la visibilité des cultures aborigènes, leur histoire et leurs protocoles.

## Vie étudiante

### Sports
Les équipes universitaires portent le nom des Cougars ; elles participent à des compétitions notamment en hockey, basketball, volleyball, golf et football (soccer).

### Associations étudiantes
L'association des étudiants de Mount Royal (Students' Association of Mount Royal University, ou SAMRU) est dirigée par les étudiants suivant un programme diplômant ; elle gère Wyckham House, un foyer d'étudiants qui fournit des services aux étudiants et comprend plusieurs kiosques de nourriture, un magasin de livres d'occasion, un centre de photocopie, un éco-store, et le pub du campus The Hub.

## Diplômés Notables
- Doris Anderson, rédactrice en chef du magazine Chatelaine
- Paul Brandt, artiste country canadien
- John de Chastelain, soldat et diplomate canadien à la tête de l'Independent International Commission on Decommissioning
- Leslie Feist, chanteuse primée aux Prix Juno
- Chris Gailus, présentateur de nouvelles télévisées primé aux Emmy
- Nichola Goddard, première soldate canadienne à mourir au combat
- Bret Hart, catcheur
- Kent Hehr, membre de l'assemblée législative d'Alberta
- Ralph Klein, ancien Premier ministre de l'Alberta
- Norman Kwong, ancien lieutenant-gouverneur de l'Alberta
- Mark Laurie, un des photographes canadiens les plus célèbres et un des photographes de nu les plus célèbres au monde[3].
- Alvin Law, conférencier
- John Clifford Leslie, ancien maire de Calgary
- Bruce McCulloch, auteur et comédien de The Kids in the Hall
- Kirby Morrow, doubleur
- Naheed Nenshi, maire actuel de Calgary
- Daniel Okulitch, acteur et chanteur (basse-baryton)
- Dave Pierce, compositeur primé aux Emmy
- Alison Redford, ancienne première ministre de l'Alberta
- Kavan Smith, acteur canadien
- Yuja Wang, pianiste de classique

## Enseignants notables
- Derek Beaulieu, écrivain et anthologiste